# Aruncarea suliței

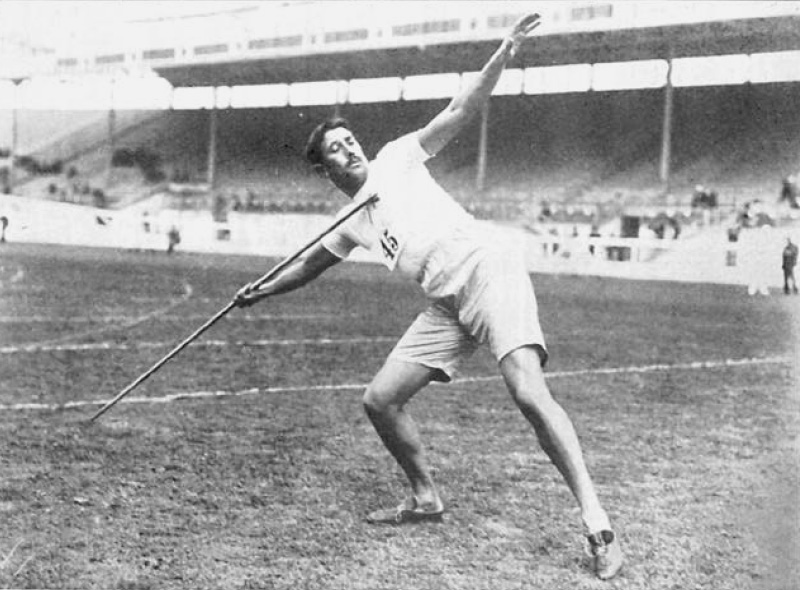
Aruncarea suliței

Aruncarea suliței este o disciplină sportivă din cadrul atletismului. 

## Recorduri

### Masculin
- Mauritz Mexmontan (FIN) aruncă sulița în 1883, 30,58 m, sulița cântărea 750 g
- Eric Lemming (SWE) aruncă în 1899, 49,32 m, iar în 1912, 62,32 m
- Franklin Held (USA) aruncă o suliță din aluminiu în 1953, 80,41 m
- Terje Pedersen (NOR) aruncă în 1964, 91,72 m
- Klaus Wolfermann (RFG) aruncă în 1973, 94,08 m
- Klaus Tafelmeier (RFG) aruncă o suliță de construcție nouă în 1986, 85,74 m
- Jan Železný (CEH) aruncă sulița în 1987, 87,66, iar în 1996, 98,48 m

### Feminin
| Anul | Atleta              | Țara | Distanță | Note                          |
| ---- | ------------------- | ---- | -------- | ----------------------------- |
| 1922 | Božena Šrámková     | CEH  | 25,01 m  | sulița cântărea 600 g         |
| 1928 | Guschi Hargus       | GER  | 38,39 m  |                               |
| 1930 | Ellen Braumüller    | GER  | 40,27 m  |                               |
| 1942 | Annelie Steinheuer  | GER  | 47,24 m  |                               |
| 1949 | Natalia Smimitskaia | URSS | 53,41 m  |                               |
| 1964 | Elena Gorșakova     | URSS | 62,40 m  |                               |
| 1980 | Ruth Fuchs          | RDG  | 69,96 m  |                               |
| 1985 | Tatiana Biriulina   | URSS | 70,08 m  |                               |
| 1987 | Petra Felke         | RDG  | 75,40 m  |                               |
| 1987 | Fatima Whitbread    | GBR  | 77,44 m  |                               |
| 1987 | Petra Felke         | RDG  | 78,90 m  |                               |
| 1999 | Osleidys Menéndez   | CUBA | 71,54 m  | cu suliță de construcție nouă |
| 2008 | Barbora Špotáková   | CEH  | 72,28 m  |                               |

## Medaliați olimpici

### Masculin
| Anul | Aur                       | Argint                    | Bronz                  |
| ---- | ------------------------- | ------------------------- | ---------------------- |
| 1908 | Eric Lemming (SWE)        | Arne Halse (NOR)          | Otto Nilsson (SWE)     |
| 1912 | Eric Lemming (SWE)        | Juho Saaristo (FIN)       | Mór Kóczán (HUN)       |
| 1920 | Jonni Myyrä (FIN)         | Urho Peltonen (FIN)       | Pekka Johansson (FIN)  |
| 1924 | Jonni Myyrä (FIN)         | Gunnar Lindström (SWE)    | Eugene Oberst (USA)    |
| 1928 | Erik Lundqvist (SWE)      | Béla Szepes (HUN)         | Olav Sunde (NOR)       |
| 1932 | Matti Järvinen (FIN)      | Matti Sippala (FIN)       | Eino Penttilä (FIN)    |
| 1936 | Gerhard Stöck (GER)       | Yrjö Nikkanen (FIN)       | Kalervo Toivonen (FIN) |
| 1948 | Tapio Rautavaara (FIN)    | Steve Seymour (USA)       | József Várszegi (HUN)  |
| 1952 | Cyrus Young (USA)         | Bill Miller (USA)         | Toivo Hyytiäinen (FIN) |
| 1956 | Egil Danielsen (NOR)      | Janusz Sidło (POL)        | Wiktor Zybulenko (URS) |
| 1960 | Wiktor Zybulenko (URS)    | Walter Krüger (EUA)/(GDR) | Gergely Kulcsár (HUN)  |
| 1964 | Pauli Nevala (FIN)        | Gergely Kulcsár (HUN)     | Jānis Lūsis (URS)      |
| 1968 | Jānis Lūsis (URS)         | Jorma Kinnunen (FIN)      | Gergely Kulcsár (HUN)  |
| 1972 | Klaus Wolfermann (FRG)    | Jānis Lūsis (URS)         | Bill Schmidt (USA)     |
| 1976 | Miklós Németh (HUN)       | Hannu Siitonen (FIN)      | Gheorghe Megelea (ROM) |
| 1980 | Dainis Kūla (URS)         | Alexander Makarow (URS)   | Wolfgang Hanisch (GDR) |
| 1984 | Arto Härkönen (FIN)       | Dave Ottley (GBR)         | Kenth Eldebrink (SWE)  |
| 1988 | Tapio Korjus (FIN)        | Jan Železný (TCH)         | Seppo Räty (FIN)       |
| 1992 | Jan Železný (TCH)         | Seppo Räty (FIN)          | Steve Backley (GBR)    |
| 1996 | Jan Železný (CZE)         | Steve Backley (GBR)       | Seppo Räty (FIN)       |
| 2000 | Jan Železný (CZE)         | Steve Backley (GBR)       | Sergei Makarow (RUS)   |
| 2004 | Andreas Thorkildsen (NOR) | Vadims Vasilevskis (LAT)  | Sergei Makarow (RUS)   |
| 2008 | Andreas Thorkildsen (NOR) | Ainars Kovals (LAT)       | Tero Pitkämäki (FIN)   |

### Feminin
| Anul | Aur                     | Argint                    | Bronz                     |
| ---- | ----------------------- | ------------------------- | ------------------------- |
| 1932 | Mildred Didrikson (USA) | Ellen Braumüller (GER)    | Tilly Fleischer (GER)     |
| 1936 | Tilly Fleischer (GER)   | Luise Krüger (GER)        | Maria Kwaśniewska (POL)   |
| 1948 | Herma Bauma (AUT)       | Kaisa Parviainen (FIN)    | Lily Carlstedt (DEN)      |
| 1952 | Dana Zátopková (TCH)    | Alexandra Tschudina (URS) | Jelena Gortschakowa (URS) |
| 1956 | Inese Jaunzeme (URS)    | Marlene Ahrens (CHI)      | Nadeshda Konjajewa (URS)  |
| 1960 | Elvīra Ozoliņa (URS)    | Dana Zátopková (TCH)      | Birutė Kalėdienė (URS)    |
| 1964 | Mihaela Peneș (ROM)     | Márta Rudas (HUN)         | Jelena Gortschakowa (URS) |
| 1968 | Angéla Németh (HUN)     | Mihaela Peneș (ROM)       | Eva Janko (AUT)           |
| 1972 | Ruth Fuchs (GDR)        | Jacqueline Todten (GDR)   | Kate Schmidt (USA)        |
| 1976 | Ruth Fuchs (GDR)        | Marion Becker (FRG)       | Kate Schmidt (USA)        |
| 1980 | Maria Colón (CUB)       | Saida Gunba (URS)         | Ute Hommola (GDR)         |
| 1984 | Tessa Sanderson (GBR)   | Tiina Lillak (FIN)        | Fatima Whitbread (GBR)    |
| 1988 | Petra Felke (GDR)       | Fatima Whitbread (GBR)    | Beate Koch (GDR)          |
| 1992 | Silke Renk (GER)        | Natalja Schikolenko (EUN) | Karen Forkel (GER)        |
| 1996 | Heli Rantanen (FIN)     | Louise McPaul (AUS)       | Trine Hattestad (NOR)     |
| 2000 | Trine Hattestad (NOR)   | Mirela Maniani (GRE)      | Osleidys Menéndez (CUB)   |
| 2004 | Osleidys Menéndez (CUB) | Steffi Nerius (GER)       | Mirela Maniani (GRE)      |
| 2008 | Barbora Špotáková (CZE) | Marija Abakumowa (RUS)    | Christina Obergföll (GER) |